# Romaldkirk
Romaldkirk es una parroquia civil situada en el condado de Durham, en Inglaterra. Según el censo de 2021, tiene una población de 160 habitantes.
Se piensa que el nombre se deriva de San Rumwold, un santo sajón poco conocido. Se dice que predicó el evangelio como infante, después de su bautizo. Su lugar de descanso se registra en Buckingham.
Anteriormente, había una estación de trenes en el pueblo.
El ingeniero Thomas Page creció en Romaldkirk.
Los arquitectos Maxwell Fry y Jane Drew, y la famosa granjera Hannah Hauxwell están enterrados cerca de la iglesia del pueblo.
La iglesia del pueblo es un monumento clasificado de Grado I y contiene secciones sobrevivientes de paredes anglosajonas a cada lado del arco triunfal, un cruz triunfal de la época bajomedieval, una efigie de piedra en la tumba de Hugh Fitz Henry (que murió en batalla con Eduardo I de Inglaterra en 1305) con cota de malla, una fuente del siglo XII, y un púlpito (originalmente parte de un púlpito de tres pisos) de principios del siglo XVIII.